# Семвелл Тарлі
Семвелл Тарлі (англ. Samwell Tarly) — персонаж серії фентезі-романів «Пісня Льоду та полум'я» американського письменника Джорджа Мартіна. Є одним з центральних персонажів (ПЛП) серії, від особи якого ведеться частина глав романів. З'являється в книгах «Гра престолів» (1996), «Битва королів» (1998) і «Танець з драконами» (2011), а в книгах «Буря мечів» (2000), «Бенкет стерв'ятників» (2005) та «Вітри зими» є центральним персонажем.
У телесеріалі «Гра престолів» роль Семвелла Тарлі грає англійський актор Джон Бредлі. У серіалі Семвелл Тарлі вперше з'являється в першому сезоні як другорядний персонаж і є основним персонажем з другого сезону.

## Роль в сюжеті

### Гра Престолів
Сем обрав Нічну Варту, хоча розумів, що це точно таке саме вбивство, тільки відкладене в часі. Так би і сталося, якби не Джон Сноу, який в перший день взяв новачка під захист. Джон став кращим другом Сема, і, коли той закінчив навчання, домігся, щоб Тарлі достроково зробили братом Варти і призначили помічником мейстера Еймона. Семвелл вирішив принести присягу разом з Джоном в Зачарованому лісі і таким чином став свідком знахідки упирів. Саме він помітив, що мерці вбиті давно і явно підкинуті до Стіни, але його попередження залишилося марним.
Пізніше саме Сем втримав Джона від дезертирства, спочатку він спробував відрадити його, а потім послав йому навздогін друзів.

### Битва Королів
Сем входив до складу загону Джиора Мормонта під час походу за Стіну. Його обов'язком був догляд за круками і відправка повідомлень у Чорний замок. Під час стоянки в Замку Крастера він спробував допомогти Жиллі і її майбутній дитині і відправив її до Джона, але той його не підтримав.

### Буря Мечів
Сем пережив битву на Кулаці Перших Людей, але під час відступу вибився з сил. Він загинув би, якби Малюк Паул не зголосився нести його. Семвелл, Паул і Гренн відстали, і на них напав Інший. Несподівано для самого себе Сем зумів вбити його обсидіановим кинджалом, подарунком Джона. Після цього Гренн дав йому прізвисько Смертоносний.
У Замку Крастера Семвелл не зміг кинути вмираючого Джиора Мормонта. Він би без сумніву загинув від руки заколотників, але його врятувало почуття обов'язку. Дружини Крастера доручили йому вивести з замку Жиллі і її дитину. Сем відразу вийшов зі ступору і почав діяти.
По дорозі до Стіни вони заблукали, і в покинутому селі на них напали упирі. Сем спалив зомбі Малюка Паула, а від інших їх врятував Холодні Руки. Таємничий мрець уклав з Семом угоду — він проводить їх до Стіни і покаже потайні двері під Твердинею Ночі, а Семвелл приведе до нього Брана і його супутників і нікому не розповість про це.
Сем повернувся в Чорний замок разом з загоном Денніса Маллістера. Там він взяв активну участь у виборах нового лорда-командувача. Завдяки його ініціативі та хитрості новим Командувачем Варти став Джон Сноу. Так Семвелл другий раз змінив долю свого друга.

### Бенкет стерв'ятників і Танець з драконами
Побоюючись Мелісандри, Джон Сноу вирішив відправити мейстера Еймона в Старомісто. Сему було доручено супроводжувати його. Після прибуття він повинен був почати навчання в Цитаделі. Разом з ними вирушила Жиллі і син Манса Грабіжника, Сем планував відправити її в Рогів Пагорб і видати дитину за свого бастарда.
У дорозі старий мейстер захворів. У Браавосі Сем витратив останні гроші на його лікування. Ситуацію ускладнювала зрада Дареона. Все змінила новина про відродження драконів. Еймон послав Сема в порт шукати очевидців. Під час пошуку Сем натикається на двох бравосійців, які шукають бійки, але бійку зупиняє Арія Старк, порозумівшись з обома сторонами. Також вона говорить Сему, де знайти втікача Дареона. Сем знаходить Дареона у зазначеному борделі, і коли той заявляє, що залишає Варту, б'є його. У бійці Семвелла скинули в канал, але його врятував Ксондо, він же розповів йому про драконів.
Сем уклав з летнійцями угоду: він віддає їм старовинні книги призначені для Цитаделі, свій меч, все їх майно, крім мейстерського ланцюга Еймона і рога з Кулака Перших Людей, в дорозі він буде працювати як простий матрос, а вони доставлять їх у Старомісто. На кораблі він мив палубу і натирав її каменем до блиску, підіймав якір, згортав канати, винищував щурів, заливав течі гарячою смолою, чистив рибу, різав зелень для кока і навіть бився з піратами. Внаслідок важкої фізичної роботи на кораблі і летнійської їжі (фрукти і риба) Сем зумів трохи схуднути.
В дорозі Еймон помер. Після тризни на його честь Сем вступив в любовний зв'язок з Жиллі, хоча і переживав порушення присяги.
Прибувши в Старомісто, він спробував домогтися прийому у архімейстерів Цитаделі, щоб розповісти їм про події на Стіні, але був перехоплений Аллерасом і відведений до Марвіну-Магу. На момент закінчення саги знаходиться в Старомісті.

### Вітри зими
Спочатку розділ про Семвелла Тарлі повинен був присутнім в книзі «Танець з драконами», однак пізніше він був перенесений в книгу «Вітри зими».

## В екранізації[2]
У телесеріалі «Гра престолів» роль Семвелла Тарлі грає англійський актор Джон Бредлі.

#### Третій сезон
Сем дістається Чорного замку раніше Джона Сноу.

#### Четвертий сезон
У четвертому сезоні Сем розповідає Джону Сноу про зустріч з Браном (на відміну від книги). Також Сем відвозить Жиллі в Кротове містечко (під час нападу здичавілих, лише завдяки великодушності Ігрітти, Жиллі з сином залишаються в живих).

#### П'ятий сезон
У п'ятому сезоні Сем виступає з промовою про відвагу Джона, але на цьому його роль у виборах Лорда Командувача обмежена. Пізніше, коли Джон відправляється в Суворий Будинок, Сем виголошує промову на похоронах померлого від старості мейстера Еймона, а Торн натякає Сему, що всі друзі покидають його. Пізніше, коли кілька вартових намагаються оволодіти Жиллі, Сем відважно заступається за неї, і лише втручання Примари рятує Сема від побоїв та смерті. Пізніше Жиллі ділить з ним ложе. Коли Джон повертається, Сем просить у нього дозволу вирушити в Старомісто вчитися на мейстера. Джон неохоче погоджується.

#### Шостий сезон
У 3 серії 6 сезону повідомив Жиллі, що вона з дитиною вирушить в Рогів Пагорб до його сім'ї. Прибувши до Рогова Пагорба, отримав прохолодне прийняття від свого батька. Пішов з Рогова Пагорба разом з Жиллі та її дитиною, взявши з собою фамільний меч свого батька Згубник Сердець, викуваний з валірійської сталі. Прибув у Старомісто, де відвідав бібліотеку Цитаделі.

#### Сьомий сезон
В 7 сезоні Семвелл Тарлі знаходиться в Цитаделі, і намагається знайти спосіб перемогти Інших.

#### Восьмий сезон
1 травня 2017 року Джон Бредлі підтвердив свою участь в останньому сезоні серіалу.

## Фанатські теорії
Згідно з фанатською теорією Семвел Тарлі насправді є головним героєм історії і саме він напише «Пісню Льоду і Полум'я», а усі книги і серіал ведуться насправді від його імені. Фанатська теорія була підтверджена у серіалі.